# Amudarja

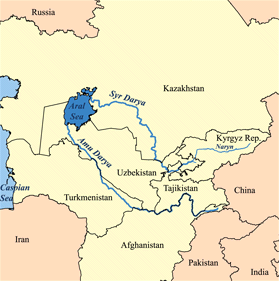
Amudarja, Syrdarja a Aralské jezero v roce 1960 (dnes téměř vyschlé)

Amudarja (tádžicky Дарёи Аму [Amudaryo], persky آمودریا‎ [Âmudaryâ], uzbecky Amudaryo , ve starověku řecky Oxos) je řeka v Uzbekistánu (Karakalpakstán, Bucharský, Surchandarjinský, Chorezmský vilaját), Turkmenistánu (Dašoguz, Lebap), Tádžikistánu (Chatlonský vilájet‎) a její tok tvoří také hranice Afghánistánu (Juzján, Balch, Kundúz). Teče z oblasti západního Pamíru na severozápad a vlévá se do jižního břehu vysychajícího Aralského jezera, přes zanikající deltu. Je to, nebo alespoň byla, nejvodnější řeka Střední Asie. Je 1 415 km dlouhá, od pramene nejdelší zdrojnice řeky Pjandž 2 540 km. Povodí má u města Kerki rozlohu 309 000 km² (bez povodí Zeravšanu a Kaškadarji). Velikost plochy, ze které existuje odtok vody, je 227 000 km² (včetně Zeravšanu a Kaškadarji). Její sesterskou řekou je do Aralu také tekoucí Syrdarja, která teče souběžně, ovšem cca o 500 km severněji.

## Průběh toku
Řeka nese jméno Amudarja od soutoku Pjandže a Vachše. V povodí těchto zdrojnic také přijímá převážnou část vody ze sněhových polí a ledovců. Plocha zalednění v jejich povodí dosahuje 10 000 km². Až k soutěsce Ilčik se šířka údolí pohybuje od 4 do 25 km. Pod soutěskou má údolí tvar pánevního údolí. Je značně užší (2 až 4 km) a až k řece zasahují pouště Karakum a Kyzylkum. Pod soutěskou Tjujamujun teče v usazeninách staré delty. Údolí se rozšiřuje až na několik desítek kilometrů. Pod vesnicí Tachijatos začíná současná delta řeky. Koryto je vystaveno častým změnám, řeka bloudí v širokém údolí a podemílá jednou levý jednou pravý břeh. Přítoky přijímá pouze na svých prvních 180 km, níže se voda rozebírá na zavlažování, vypařuje se a vsakuje. Její průtok se tak postupně zmenšuje. Hlavní přítoky jsou Kunduz zleva a Kafirnigan a Surchandarja zprava. Ústí do Aralského jezera, nicméně od 90. let 20. století částečně vysychá ještě před jeho dosažením.

## Vodní stav
Průtok Amudarji je dán průtokem jejích zdrojnic, jejichž zdrojem jsou ledovce a sníh. Hladina obvykle začíná stoupat v březnu, což je způsobeno táním sněhu v nižších oblastech povodí a částečně také dešti. Od června do srpna dosahuje průtok maxima díky tání sněhu a ledovců v Pamíru. Nejvyššího průtoku u města Kerki dosahuje v červenci, zatímco nejnižší je v lednu až v únoru, výjimečně v březnu. Do roku 1960 činil průměrný roční průtok u města Kerki 2 000 m³/s. V důsledku odebírání vody do Karakumského, Amubucharského kanálu a dalších se průtok na dolním toku, zvláště v době nízkých vodních stavů zmenšil. Voda se vyznačuje vysokou kalností 3,3 kg/m³. Podle množství unášených pevných částic zaujímá Amudarja jedno z prvních míst na světě. Do roku 1960 činil průměrně 210 Mt ročně. Na dolním toku řeka každoročně zamrzá. V okolí Nukusu bývá délka ledové pokrývky téměř čtyři měsíce ročně.

## Flóra a fauna
Na březích především dolního toku rostou pobřežní lesy (topoly, tamaryšky, hlošiny, rákosí). Mezi ryby, které v řece žijí patří kriticky ohrožený lopatonos malý a dále jeseter hladký, parma krátkohlavá, bolen dravý, kapr obecný).

## Využití
Spolu se svými přítoky má Amudarja velký význam pro zavlažování. Zavlažovaná území jsou v Tádžikistánu, Uzbekistánu, Turkmenistánu a také v Afghánistánu. Celkem se jedná o 12 600 km² nepočítaje v to povodí Zeravšanu, Kaškadarji a Afghánistán. Využití pro lodní dopravu není velké, vzhledem k nepravidelnému průtoku a uzavřenosti povodí. Hydroenergetické využití je zanedbatelné. Na řece leží města Kerki, Čardžou a v těsné blízkosti Urgenč, Nukus, Termez.

## Vysychání

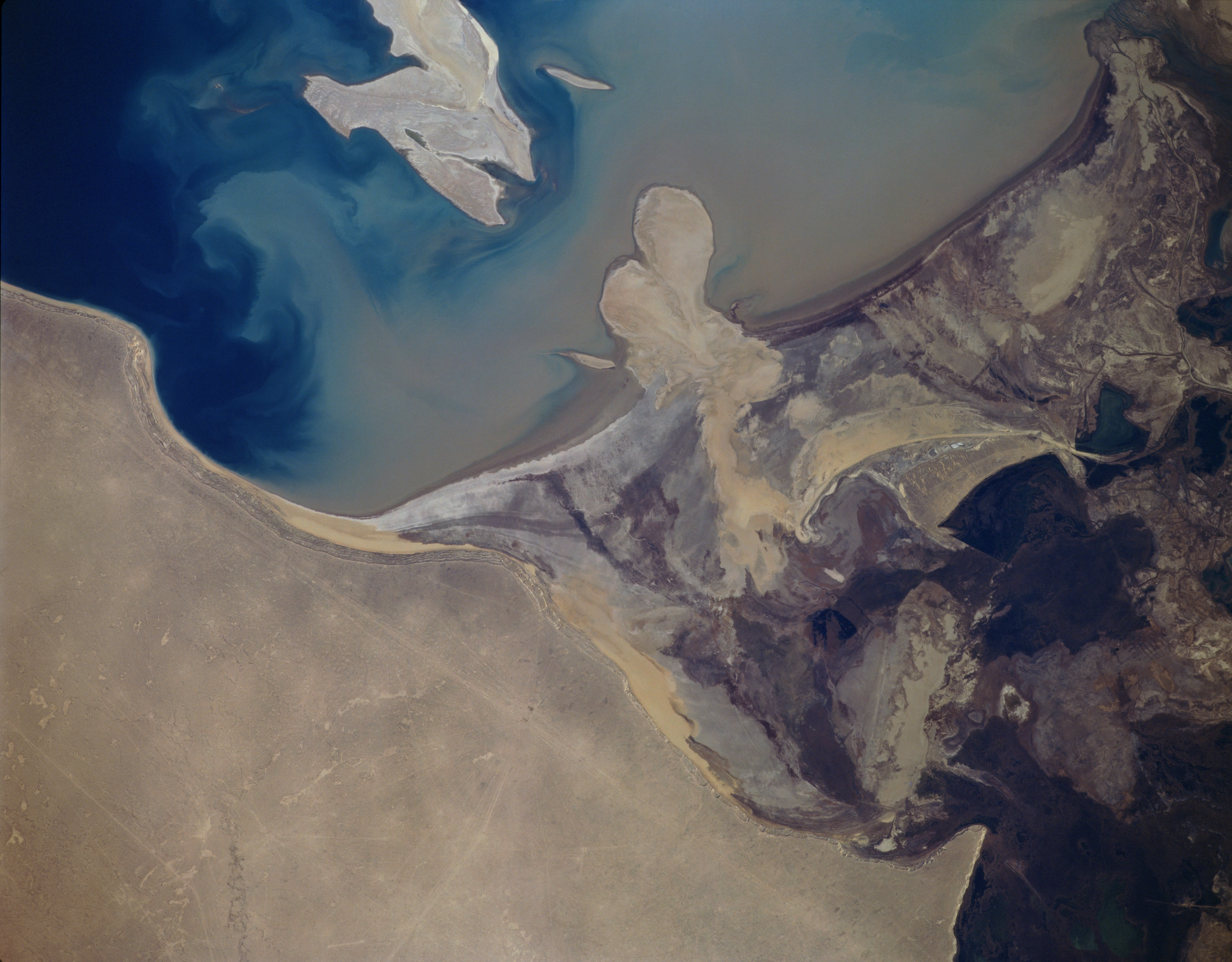
Satelitní pohled na deltu řeky (1994)

K urychlenému vysychání přispělo masivní využívání vod veletoku pro zemědělské účely v polopouštní krajině okolních států. V období existence Sovětského svazu byly vybudovány mohutné zavlažovací kanály, které z řeky odvádějí vodu hlavně na uzbecká pole, na kterých pěstovaný bavlník dosahuje od té doby významného podílu na světovém trhu s bavlnou. Voda je využívána především pro pole nacházející se na jih od Aralského jezera. Avšak rozvod vody je značně neefektivní, takže se její velká část odpaří ještě dříve než dosáhne zavlažovaných polí. Následkem zvýšeného odparu ubývá nejen vod v řece a cílovém jezeře, ale voda v nich je zahuštěna a obsahuje tedy relativně více soli. Tou pak působí zasolení zavlažovaných oblastí a mění i složení vod Aralského jezera.

## Historie
V povodí Amudarji se rozkládaly starodávné státy Střední Asie. Při ústí to byl Chórezm a na středním a horním toku Sogdiana a Baktrie. Řeka byla známá již v antických dobách. Ve středověku vedla kupecká stezka z Ruska do Chorezmu a Buchary přes Astrachaň, Embu a podél Aralského jezera. Velké pozornosti se řeka těšila za Petra I., který se snažil dostat tuto oblast pod vliv ruského obchodu. V té době se objevily první ruské mapy s Amudarjou vtékající do Aralu. Víceméně systematický průzkum řeky začal až na konci 19. a na začátku 20. století.